# پیلنگا
پیلنگا (به لهستانی:  Pielnia) یک روستا در لهستان است که در گمینا زارشن واقع شده‌است. پیلنگا ۹۹۰ نفر جمعیت دارد.